# IOS 10
iOS 10 je desátá hlavní verze mobilního operačního systému iOS vyvinutá společností Apple Inc.. Byla představena na konferenci WWDC dne 13. června 2016 a veřejně vydána 13. září 2016. Nahrazuje iOS 9 a následně ji 19. září 2017 vystřídal iOS 11.

## Přehled
iOS 10 přinesl zásadní změny v uživatelském rozhraní, včetně nového designu zamykací obrazovky a rozšíření funkcí 3D Touch. Významných vylepšení se dočkaly aplikace Zprávy, Mapy, Fotky, Domácnost a Siri, která nově podporuje integraci aplikací třetích stran. Verze iOS 10.3 zavedla nový souborový systém APFS.

## Novinky

### Systémové funkce
- Nový design Ovládacího centra, rozděleného do tří panelů.
- Vylepšené 3D Touch funkce, jako widgety na ikonách aplikací.
- Možnost skrýt systémové aplikace.
- Vylepšená klávesnice QuickType s prediktivním zadáváním a vícejazyčnou podporou.
- Odstranění funkce „slide to unlock“ – nově je nutné stisknout domovské tlačítko.
- Funkce „Raise to Wake“ pro probuzení obrazovky.
- Nové widgety na domovské a zamykací obrazovce.
- Nové funkce přístupnosti, jako lupa nebo barevné filtry.
- Vylepšené oznámení s možností rozšíření pomocí 3D Touch.

### Zprávy
- Podpora animovaných efektů bublin a celé obrazovky (balónky, konfety, ohňostroj).
- Efekt neviditelného inkoustu a ručně psané zprávy.
- Možnost odesílat nálepky, GIFy, skici a interaktivní obsah prostřednictvím aplikací třetích stran.
- Podpora Tapback reakcí (např. srdce, smích, vykřičník).
- Předpověď emodži a jejich automatické nahrazení ze slov v textu.

### Fotky
- Zavedení algoritmického rozpoznávání obličejů a objektů.
- Nová funkce „Vzpomínky“ – automatické vytváření alb a videí.
- Možnost úprav Live Photos včetně stabilizace obrazu.
- Nový nástroj pro kreslení (Markup) a vylepšená funkce automatického vylepšení snímků.

### Mapy
- Nové uživatelské rozhraní a vylepšená navigace.
- Zobrazení polohy zaparkovaného vozidla.
- Možnost přidat rozšíření třetích stran (např. rezervace v restauraci).
- Podpora panoramatického pohybu a náhledu počasí pomocí 3D Touch.Zamykací obrazovka iOS 10

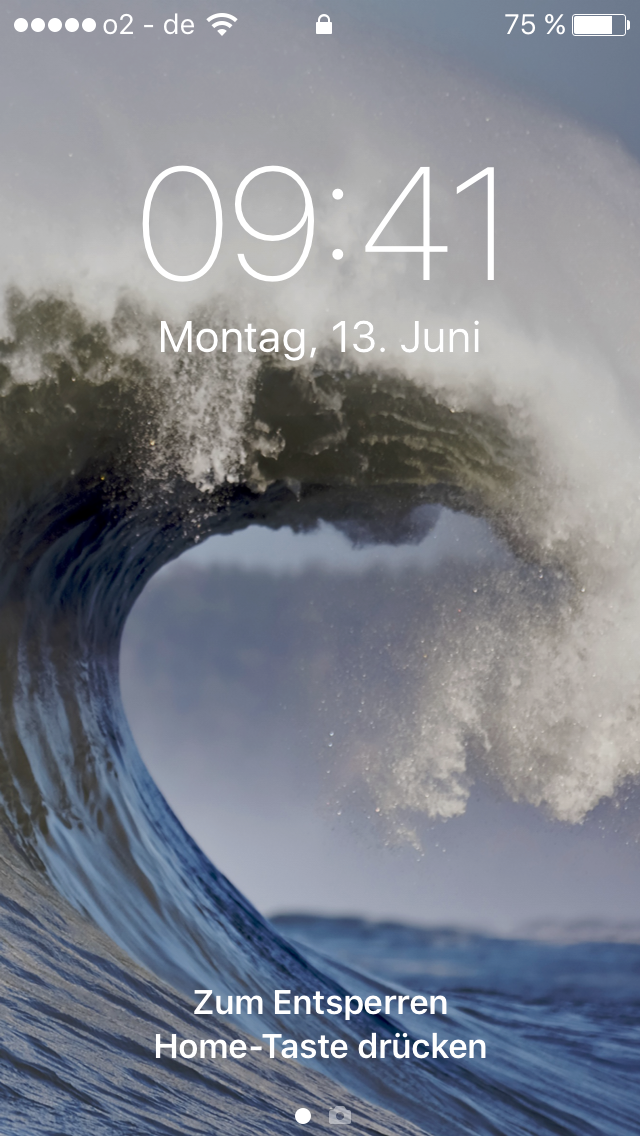
Zamykací obrazovka iOS 10

### Hudba
- Kompletní redesign s důrazem na přehlednost a větší písmo.
- Nové sekce „Pro tebe“, „Procházet“ a „Stažená hudba“.
- Zobrazení textů písní přímo v aplikaci.
- Funkce Optimalizace úložiště – automatické odstranění nehraných skladeb.

### Další aplikace
- Mail: tlačítko pro odhlášení z odběrů, nové možnosti filtrování a vlákna zpráv.
- Safari: podpora Apple Pay, rozdělené zobrazení (Split View) na iPadu, zavření všech panelů jedním stiskem.
- Hodiny: režim „Na lůžko“ pro plánování spánku, nové analogové zobrazení stopek.
- Domácnost: nová aplikace pro ovládání příslušenství HomeKit, včetně scén a automatizací.

### Continuity a další
- Univerzální schránka mezi macOS a iOS.
- Najít Apple Watch pomocí funkce Najít iPhone.
- Nové zvukové efekty pro zamčení zařízení a stisk kláves.
- Detekce kapaliny v Lightning konektoru.
- Možnost přímé správy aplikací v CarPlay.

## API pro vývojáře
- SiriKit pro integraci třetích stran (zprávy, platby, jízdy, cvičení atd.).
- iMessage aplikace a nálepky.
- Rozšíření pro Mapy (např. rezervace v restauracích).
- Podpora RAW formátu ve fotoaplikacích třetích stran.
- CallKit API pro VoIP aplikace s funkcemi Telefonu.

## Odebrané funkce
- Odstraněna podpora PPTP VPN.
- Aplikace Game Center byla odstraněna, ale služba zůstala dostupná.
- Odstranění funkce „slide to unlock“.

## Bezpečnost a technické změny
- Zavedení souborového systému APFS, optimalizovaného pro flash úložiště.
- iOS 10 je poslední verzí podporující 32 bitové aplikace a zařízení.
- Detekce kapaliny v Lightning portu s upozorněním pro uživatele.
- Ve verzi iTunes 12.5.1 byl zjištěn problém se slabým šifrováním lokálních záloh, opraven v iOS 10.1.[3]

## Přijetí a recenze
Dieter Bohn z The Verge označil iOS 10 za „evoluci designu“. Ocenil 3D Touch, redesign Hudby, widgety a otevřenost pro vývojáře. Kritizoval složité rozhraní Zpráv a stále omezené schopnosti Siri. Devindra Hardawar z Engadget chválil efekt „neviditelný inkoust“ a novou Hudbu, ale označil funkci Vzpomínky za nedokončenou. Oba se shodli, že iOS 10 přináší řadu užitečných změn, přestože některé funkce Androidu jen „dohání“.

## Problémy
- Při vydání iOS 10 některá zařízení přešla do režimu obnovy kvůli chybě v OTA aktualizaci. Apple rychle vydal opravu 10.0.1.
- Lokální zálohy v iTunes měly snížené zabezpečení, opraveno ve verzi 10.1.
- Uživatelé iPhone 6 a iPhone 6S si stěžovali na náhlé vypínání zařízení – problém byl zčásti vyřešen v iOS 10.2.1.
- Aféra Batterygate: Apple čelil kritice za zpomalování zařízení s opotřebenými bateriemi. Firma následně snížila cenu výměny baterie a přidala nástroj pro sledování stavu baterie v iOS.[6][7][8]

## Podporovaná zařízení
iOS 10 podporuje zařízení s procesorem Apple A6 a novějším. Podpora byla ukončena pro iPhone 4S, iPad 2, iPad 3, iPad Mini 1. generace a iPod Touch 5. generace. iOS 10 je poslední verzí podporující 32 bitové aplikace a zařízení.

### iPhone
- iPhone 5
- iPhone 5C
- iPhone 5S
- iPhone 6
- iPhone 6 Plus
- iPhone 6S
- iPhone 6S Plus
- iPhone SE (1. gen)
- iPhone 7
- iPhone 7 Plus

### iPod touch
- iPod Touch (6. generace)

### iPad
- iPad 4
- iPad 5
- iPad Air
- iPad Air 2
- iPad Mini 2
- iPad Mini 3
- iPad Mini 4
- iPad Pro (9,7")
- iPad Pro (10,5")
- iPad Pro (12,9") 1. gen
- iPad Pro (12,9") 2. gen

## Historie verzí
| Verze             | Datum vydání      | Hlavní změny                                                         |
| ----------------- | ----------------- | -------------------------------------------------------------------- |
| iOS 10.0          | 13. září 2016     | Úvodní vydání, nový vzhled Zpráv, redesign Hudby, aplikace Domácnost |
| iOS 10.0.1–10.0.3 | září–říjen 2016   | Opravy chyb, stabilita, podpora nových zařízení                      |
| iOS 10.1          | 24. října 2016    | Portrétní režim pro iPhone 7 Plus, nové efekty ve Zprávách           |
| iOS 10.2          | 12. prosince 2016 | Aplikace TV (USA), nové emodži, podpora RAW fotografií               |
| iOS 10.3          | 27. března 2017   | Přechod na APFS, Najít AirPods, upozornění na 32bitové aplikace      |
| iOS 10.3.4        | 22. července 2019 | Oprava GPS pro iPhone 5 a iPad 4 (Cellular)                          |